# Костомукша (аэропорт)
Аэропо́рт «Костому́кша» — аэропорт местных воздушных линий города Костомукша в Карелии. Расположен в 5 км восточнее города.
Аэродром неклассифицированный, способен принимать самолёты Ан-2, Ан-28, а также вертолёты, типа Ми-8 и классом ниже. В 2009 году с 1-го апреля по 31 августа, три раза в неделю выполнялись пассажирские авиарейсы по маршруту Санкт-Петербург — Петрозаводск — Костомукша на самолёте Ан-28.
С 12 апреля 2012 года организовано вертолётное сообщение на вертолётах Ми-8 компании «Газавиа» по вторникам и четвергам из аэропорта «Петрозаводск». С 1 июня 2012 года из аэропорта были открыты рейсы ООО «Мурманское авиационное предприятие» до Петрозаводска на самолётах Ан-28. Первые пассажирские рейсы на ледовую посадочную площадку (озеро Контокки) состоялись в феврале 1982 года. Их выполнил экипаж Петрозаводского объединённого авиаотряда в составе Н. Москаленко и С. Ефимова.
Пассажирские рейсы Петрозаводск — Костомукша и Костомукша — Калевала были открыты Петрозаводским объединённым авиаотрядом с 24 октября 1986 года на самолётах Ан-2 на грунтовую посадочную площадку Костомукша. Аэродром открыт в 1986 году. Первые регулярные рейсы пассажирских самолётов на линии Петрозаводск — Костомукша и Калевала — Костомукша на самолётах Ан-2 Петрозаводского объединённого авиаотряда были открыты, согласно приказу Ленинградского управления гражданской авиации, от 2 февраля 1987 года. 22 октября 1990 года аэродром официально принят в совместную эксплуатацию Петрозаводского объединённого авиаотряда и Костомукшского горно-обогатительного комбината. С 1 января 1991 года аэропорт «Костомукша» со штатом 32 человека был принят на баланс Костомукшского горно-обогатительного комбината (ОАО «Карельский окатыш»). С 1 апреля 1991 года осуществлялся рейс № 923 Костомукша — Петрозаводск — Ленинград (Ржевка). С июня 1993 года функционировал в качестве посадочной площадки. В 1995 году в летний период выполнялись пассажирские полёты, при условии, минимальной численности пассажиров 7 человек.
В 2006 году по инициативе градообразующего предприятия ОАО «Карельский окатыш» началась работа по реанимации аэропорта, в результате чего, в октябре 2008 года, был получен сертификат на аэропортовую деятельность. С 2013 года полёты из Аэропорта Костомукша не осуществляются.